# 오가사와라 미치히로
오가사와라 미치히로(일본어: 小笠原 道大, 1973년 10월 25일 ~ )는 일본의 전직 프로 야구 선수이며, 현재 퍼시픽 리그인 요미우리 자이언츠의 2군 타격코치이다.

## 인물

### 프로 입단 전
지바현 지바시 출신으로 7살 때부터 야구를 시작하면서 지바 니시 리틀 리그에 소속되어 활동했고, 1989년에는 교세이 국제고등학교에 진학하면서 포지션이 유격수와 3루수, 외야수로 병용되었지만 팀 사정으로 인해 2루수로 전환되었다. 1990년에 팀의 사정으로 포수로 수비 포지션이 바뀌면서 고교 2학년 당시 기타가와 데쓰야와 함께 여름에 있은 현 대회에서 준우승을 이끌었다. 참고로 지금이야 말로 야구계 굴지의 강타자로서 알려지고 있지만, 고교 통산 홈런 개수는 한 개도 없었다.
사회인 야구팀인 NTT 간토에 입사한 후 다테이시 나오유키와 배터리를 짜며 활약하면서 1996년 도시 대항 야구 대회에서 다테이시와 함께 보강 선수가 되었고 마쓰나카 노부히코와 함께 클린업을 짜서 활약을 했다. 그 해의 프로 야구 드래프트 회의에서는 닛폰햄 파이터스로부터 3순위로 지명을 받아 입단했다.

### 닛폰햄 시절

#### 1997년
닛폰햄 입단 후 이듬해인 1997년에는 중견수 이외의 포지션 모두를 지킬 수 있는 ‘편의점 루키’(コンビニルーキー)라고 칭해질 정도였으며 닛폰햄 구단도 히로세 데쓰로의 후임으로서 기대를 받았다. 같은 해 개막전에서는 1군 엔트리에 포함되면서 선발로 출전, 가토 히데지 타격 코치의 지도를 받아 풀스윙 타법을 전수 받기도 했고 내야수로서 등록을 했지만 23경기에 출전하여 포수 마스크를 썼다.

#### 1998년
포수로서 등록해 주로 대타로서의 출전을 했지만 타율 3할 2리를 기록하는 등 기대 이상의 좋은 성적을 남겼다. 같은 해 5월 22일 포수 플라이를 잡는 순간 왼손 집게 손가락에 골절상을 입는 부상을 당했다. 완치되지 않지만 7월 1일에는 1군으로 등록하여서 그 날 경기에서는 골절상을 당하고 있는 와중에 대타로서 홈런을 기록했다. 이것을 계기로 오가사와라의 대명사라고도 말할 수 있는 ‘근성’(ガッツ)이라는 애칭이 붙게 되었다.

#### 1999년
오치아이 히로미쓰가 마지막 선언을 한 니시우라 가쓰히로와의 포지션 경쟁한 끝에 주전 1루수를 차지했다. “번트를 하지 않는 2번 타자” 라는 표현이 붙여질 정도로 개막전부터 인기가 급상승하면서 상대 투수이자 세이부 라이온스의 괴물 투수인 마쓰자카 다이스케의 데뷔 첫 등판과 첫 선발의 경기에서는 8회에 마쓰자카의 데뷔 첫 실점과 첫 피홈런이 되는 투런 홈런을 기록했다.

#### 2000년
타격면에서는 완전히 개선되면서 프로 첫 타이틀인 182개의 최다 안타 타이틀을 획득, 도루에서도 그 해의 퍼시픽 리그 3위인 24개의 도루를 기록했다.

#### 2001년
전년도와 마찬가지로 계속된 안타를 기록하면서 2년 연속 시즌 최다 안타를 기록, 이 해에 기록한 시즌 195안타는 당시로서는 시즌 안타 개수가 양대 리그에서는 역대 4위의 기록이다. 그리고 이치로 이후 역사상 두 번째가 되는 복수 연도에서의 180개가 넘는 안타를 기록했다. 그리고 팀이 최하위로 떨어지면서 시즌이 끝나는 도중 49홈런을 기록한 알렉스 카브레라, 3할 대의 타율과 30홈런, 100타점을 기록한 마쓰나카 노부히코, 그 해에 수위타자를 차지한 후쿠우라 가즈야를 누르고 격전이라고 일컬어진 베스트 나인에서 1루수 부문을 수상했고, 역대 3위 타이가 되는 시즌 맹타상 23회를 기록했다.

#### 2002년

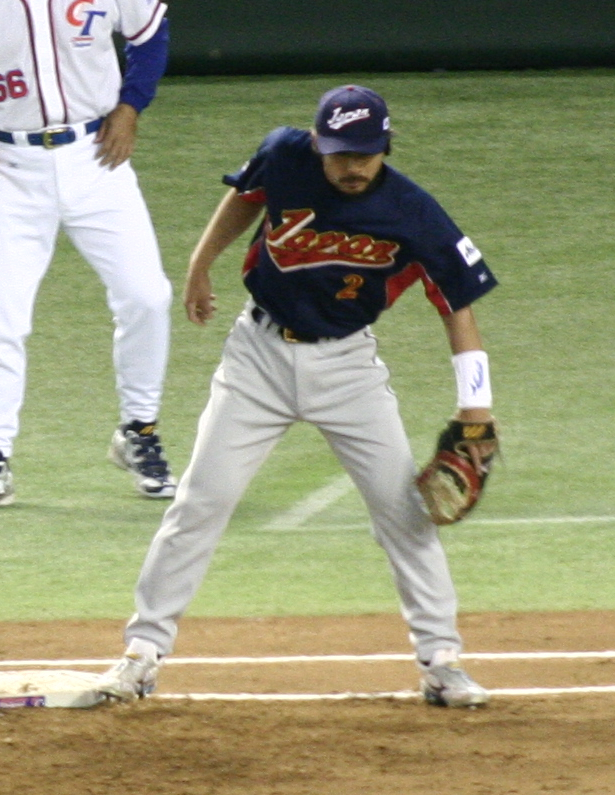
월드 베이스볼 클래식 일본 대표팀 시절 1루에서 수비를 보고 있는 오가사와라 미치히로(2006년)

리그 뿐만 아니라 야구계를 대표하는 간판 타자가 되고 있었지만 FA로 한신 타이거스에 이적한 가타오카 아쓰시가 빠진 팀 타선의 중심으로서 3번에 정착했다. 타율 3할 4푼을 기록하는 등 자신의 첫 수위타자를 획득했지만 전년도까지 3년 연속으로 기록한 연속 경기 풀 출전 기록이 부상 때문에 끊어지면서 그 해부터 부상으로 인한 슬럼프를 겪게 되었다.

#### 2003년
3루수의 부재와 팀 사정으로 인해 자신의 의지로 3루수로 전향, 시즌 타율 3할 6푼이라는 높은 타율을 기록하면서 2년 연속으로 수위타자를 획득함과 동시에 최고 출루율(퍼시픽 리그 역대 3위)의 타이틀도 연거푸 획득했다. 또 2000년부터 4년 연속으로 ‘3할·30홈런’을 달성했다.

#### 2004년
아테네 올림픽 야구 일본 대표팀 선수로 소집된 영향 때문에 부상에 의한 전력 이탈로 홈런과 타점은 과거 최저를 기록했다. 그래도 타율은 3할 4푼 5리를 기록하면서 5년 연속 3할 대의 타율을 기록했으며 7월 24일에 사회인 야구팀 출신의 프로 선수로서는 역대 최고 속도인 통산 1000안타를 달성했다.

#### 2005년
개인 최다인 37홈런을 기록하는 것도 전반기, 특히 교류전에서 기대 이하의 타격 플레이와 성적 부진으로 인한 영향을 주면서 6년 만에 타율 3할을 밑돌았다. 삼진도 개인 최다인 114개의 삼진을 기록하는 등 불안한 시즌을 보냈다.

#### 2006년
정규 시즌 개막 직전인 3월 3일부터 20일까지 오 사다하루 감독이 이끄는 제1회 월드 베이스볼 클래식 일본 대표팀 선수로 출전, 1라운드에서 일본 대표팀으로서는 첫 홈런을 기록했고, 결승전인 쿠바전에서 밀어내기 볼넷과 희생 플라이로 3타점을 올리는 등 일본의 대회 우승에 기여했다. 이후 5월 15일에는 FA권을 취득했다.
정규 시즌에서는 32홈런과 100타점을 기록하면서 홈런왕·타점왕을 동시에 기록한 공로로 자신의 생애 첫 퍼시픽 리그 MVP를 차지했고, 팀은 44년 만에 일본 시리즈 우승을 제패했다.

### 요미우리 시절
2006년 시즌 종료 후, 5월에 취득한 FA권을 행사하면서 닛폰햄으로부터 잔류 요청을 받는 한편 요미우리 자이언츠로부터 입단 권유를 받는다. 검토 결과, 계약 년수(닛폰햄은 3년에 대해 요미우리는 4년)와 가족과의 동거가 가능한 것이 결정적 수단이 되어 요미우리의 이적을 결단했다. 11월 5일에 요미우리 입단이 발표되면서 등번호는 닛폰햄에 있었을 때와 마찬가지로 2번으로 배정을 받았다. 입단 회견 당시 자신의 트레이드 마크인 수염을 깎았고, 수비 위치에서는 다시 3루수로 변경되었다(팀의 상황에 따라서 1루를 지키는 일도 있다).

#### 2007년
리그가 변해도 그 배팅 센스는 건재하면서 5월 28일에는 자신이 처음으로 1경기 3개의 홈런을 기록했고 7월 24일에는 이적 후 처음으로 4번 타자를 맡는 등 9월 15일에는 역대 4번째이자 가장 빠른 개인 통산 1500안타를 달성했다. 최종적으로는 3할 대의 타율과 홈런 31개를 기록하면서 팀을 5년 만의 센트럴 리그 우승에 기여했고 전년도 이어 2년 연속 리그 MVP를 석권했다.

#### 2008년
시즌 전반기에는 왼쪽 무릎 수술의 영향으로 프리 배팅에 가까운 오른쪽 투수의 비득점권만 타율 5할 전후를 계속해서 칠 수는 있었지만 타율 2할 5푼이라는 저조한 기록을 남기는 등 침체되고 있었다. 그 결과 1999년부터 9년 연속 출전하고 있었던 올스타전 출전 기회도 놓치는 것과 동시에 베이징 올림픽 야구 일본 대표팀 선수로 발탁되지 않았다. 전반기에는 3번 타자를 오미치 노리요시나 기무라 다쿠야에게 양보할 정도의 부진으로 그치면서 일부 언론에서는 “오가사와라가 발을 잡아 당겼다”라는 비판도 나왔다. 그러나 경기에 계속 출전하면서 시즌 종반을 앞둔 9월에는 월간 MVP를 수상하는 등 본래의 상태를 되찾았다. 팀도 시즌 초부터 부진을 거듭하다가 오가사와라의 원상 회복으로 최대 13경기차로 벌어지고 있던 한신 타이거스를 따라잡으면서 2년 연속 리그 우승을 달성했다. 오가사와라는 전년도와 전전년도에 필적하는 성적을 남겼다.
기록면에서는 6월 8일에 프로 데뷔 후 처음으로 희생타를 성공시켰고, 9월 3일 히로시마 도요 카프전(오사카 돔)에서 역대 62번째(역대 66번째, 구단으로서는 5번째)가 되는 사이클링 안타를 달성했다. 9월 19일, 역대 35번째가 되는 통산 300홈런을 달성했다(구단으로서는 8번째).
10월 23일의 클라이맥스 시리즈 제2 스테이지인 주니치 드래건스전에서는 선발 투수인 아사쿠라 겐타로부터 1회말에는 2점 홈런, 2회말에는 만루 홈런과 2타석 연속으로 홈런을 날리는 등 클라이맥스 시리즈의 신기록이 되는 1경기 6타점을 기록했다.

#### 2009년

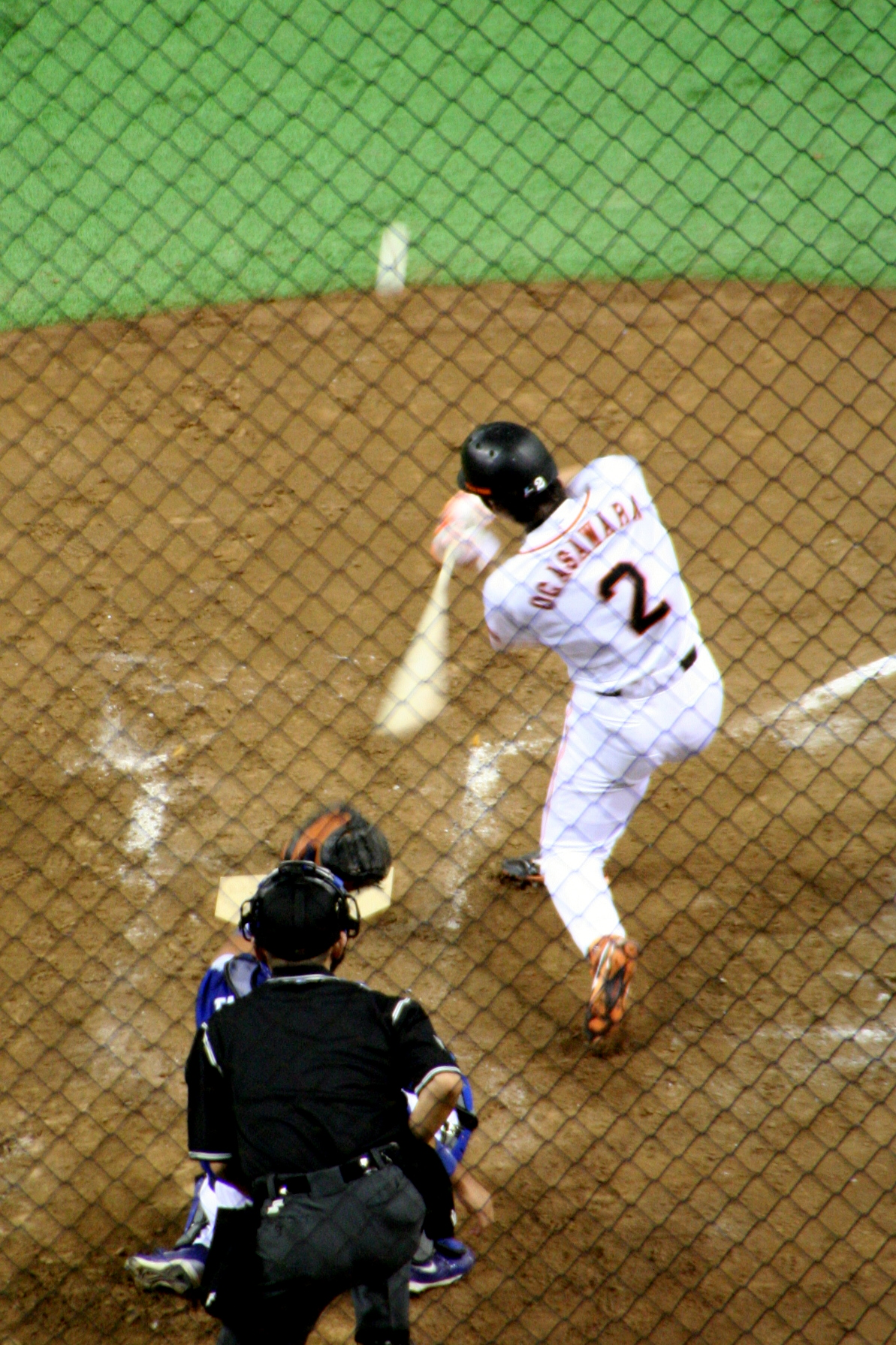
타석에서 스윙하는 오가사와라(2007년)

이듬해에 있은 제2회 월드 베이스볼 클래식 일본 대표팀으로 출전하여 2006년 대회에 이어 두 번째로 출전했고, 예선전에서는 기대 이하의 플레이를 펼쳤지만 본선에서는 주로 5번 타자로서 모든 경기에 출전하는 등 팀의 2회 연속 우승에 기여하는 역할을 했다. 정규 시즌에서는 1년을 통해서 3번 타자를 차지하며 안정된 타격을 보여주는 등 팀의 리그 3연패에 기여했다. 타이틀에는 한 걸음 닿지 않았지만 요미우리 이적 후 처음으로 3할대의 타율과 30홈런, 100타점을 연거푸 달성했다. 또 도쿄 돔에서의 통산 홈런 개수가 마쓰이 히데키의 146호를 웃도는 147호 홈런을 기록하면서 현역 최다 기록을 수립했다.
8월 27일 주니치전에서 통산 1000타점, 9월 8일의 요코하마 베이스타스전에서 통산 1000득점을 달성했다.

#### 2010년
전년도에 은퇴하면서 그 해부터 1군 내야 수비 주루 코치로 발탁된 기무라가 사망한 4월 7일의 한신전에서 3회초 2사 1루 상황에 상대 투수 구보 야스토모로부터 홈런을 때려냈는데 전년도까지 통산 162타수 37안타, 타율 2할 2푼 8리와 부담으로 여겨졌던 한신 고시엔 구장에서의 첫 홈런을 기록했다. 그 후에도 호조를 유지하면서 개인 최저인 21타석 연속 무안타도 있었지만 팀은 와카사 스타디움 교토에서의 56년 만에 치른 1군 경기에서 4안타 2타점 1홈런을 기록하는 등 타율이 떨어지는 일이 없이 타율 3할 5푼 9리, 9홈런, 29타점이라는 기대 이상의 성적을 남겨 통산 8번째가 되는 월간 MVP(3, 4월)를 수상했다. 5월 30일의 사이타마 세이부 라이온스전(세이부 돔)에서는 상대 투수 기시 다카유키로부터 역대 24번째인 통산 350호 홈런을 때려냈고, 6월 4일의 홋카이도 닛폰햄 파이터스전(도쿄 돔)에서는 가나모리 다카유키로부터 백 스크린을 향해 홈런을 때려 역대 18번째가 되는 전 구단을 상대로 홈런을 달성했다.
최종적으로는 3할 8리의 타율과 34개의 홈런을 기록해 요미우리 이적 후 4년 연속으로 3할 대의 타율과 30개 이상의 홈런으로 오 사다하루의 17년 연속, 오치아이 히로미쓰의 13년 연속으로 뒤를 이은 11년 연속 9할 대 이상의 OPS를 달성했다.

#### 2011년
그 해에 입단한 러스티 라이얼과 하라 다쓰노리 감독의 의향으로 3루수에 도전한 가메이 요시유키의 기용, 오가사와라의 부담 경감 등을 시야에 넣어 1루수에 고정되었다. 그 해에는 새로 도입된 통일구의 영향으로 타율 2할 4푼 2리, 5홈런, 20타점 등 저조한 성적을 남겼다. 또 사구에 의한 두 차례의 장기 이탈 등에서 1998년 이후 13년 만에 규정 타석을 채우지 못했다.
그러나 5월 5일의 한신 타이거스전에서는 고바야시 히로유키로부터 안타를 때려내 역대 38번째가 되는 통산 2000안타를 달성했다. 1736경기에서의 달성은 가와카미 데쓰하루, 나가시마 시게오, 하리모토 이사오에 뒤를 이은 역대 4번째의 기록이다.

## 플레이 스타일

### 타격
2000년 이후 2005년도를 제외한 타율 3할대를 기록하는 ‘애버리지 타자’이면서 2004년을 제외하고는 30개 이상의 홈런을 기록하고 있어 장타력에도 매우 뛰어난 타자였다. 타석에 있어서는 가토 히데지 배팅 코치의 영향을 받아 큰 자세로부터의 투구를 풀스윙해 광각에 장타를 날리는 자세를 취하기도 했다. 프로 1년차인 1997년을 제외한 매년 출루율이 타율보다 5할 이상 웃돌고 있어 선구안에도 우수하다. 신주타법을 익히고 있지만, 닛폰햄 시절의 전 동료였던 오치아이 히로미쓰의 영향은 적다고 하였다.
우에다 도시하루 감독의 방침도 있어 2번 타자로 뛰고 있었던 시기도 포함해 2008년 6월 8일 세이부전까지 정규 경기에서의 희생 번트 기록은 한 번도 없었다. 다만 1997년 ~ 1999년에는 7차례의 희생 번트 지시가 나와 실패하기도 했지만 2006년 월드 베이스볼 클래식에서는 보내기 번트를 시도해 성공시켰다. 요미우리에 이적한 2007년 시즌부터는 번트가 요구되는 경우가 있었지만 여전히 기록은 연결되지 않았다. 같은 해 9월 1일에는 8년 만에 번트를 시도해 성공시켰지만 자신도 1루에서 세이프가 되었기 때문에 안타로 기록되었다.
한신 고시엔 구장을 큰 부담으로 여겨지고 있어 닛폰햄 시절의 교류전도 포함해 홈런을 2개 밖에 기록하지 못했다. 타율도 저조하고(2009년 시즌 종료시) 통산 162타수 37안타의 2할 2푼 8리와 통산 타율보다 극단적으로 낮았다. 고시엔 구장에서의 첫 홈런은 타격 코치인 기무라 다쿠야가 사망한 당일인 4월 7일에(3회초 2사 1루인 상황에 구보 야스토모로부터) 홈런을 때려냈다.

### 수비·주루
1루수로서 골든 글러브상을 5차례 수상했을 뿐만 아니라 3루수로서 1차례 선정되었다. 2000년에는 24개의 도루를 기록했지만 부상 이후에 도루 개수는 감소하고 있다. 또, 두 자릿수 도루는 2000년 뿐이다.

## 상세 정보

### 출신 학교
- 교세이 국제고등학교

### 선수 경력
사회인 시대
- NTT 간토

프로팀 경력
- 닛폰햄 파이터스·홋카이도 닛폰햄 파이터스(1997년 ~ 2006년)
- 요미우리 자이언츠(2007년 ~ 2013년)
- 주니치 드래곤스(2014년 ~ 2015년)

국가 대표 경력
- 2004년 아테네 올림픽 일본 국가대표
- 2006년 월드 베이스볼 클래식 일본 국가대표
- 2009년 월드 베이스볼 클래식 일본 국가대표

### 지도자 경력
- 주니치 드래건스 2군 감독(2016년 ~ 2019년)
- 홋카이도 니혼햄 파이터스 1군 수석코치 겸 타격코치(2020년 ~ 2021년)
- 요미우리 자이언츠 2군 타격코치(2022년 ~ )

### 수상·타이틀 경력

#### 타이틀
- 수위 타자: 2회(2002년, 2003년)
- 홈런왕: 1회(2006년)
- 타점왕: 1회(2006년)
- 최다 안타: 2회(2000년, 2001년)
- 최고 출루율: 1회(2003년)

#### 수상
- MVP: 2회(2006년, 2007년)
- 베스트 나인: 7회(1999년, 2001년, 2003년, 2004년, 2006년, 2007년, 2009년)[2]
- 골든 글러브상: 6회(1999년 ~ 2003년, 2006년)[3]
- 월간 MVP: 8회(2000년 8월, 2001년 8월, 2002년 4월, 2003년 5월, 2004년 7월, 2008년 9월, 2009년 5월, 2010년 3·4월)
- 도쿄 돔 MVP: 6회(1999년, 2000년, 2001년, 2002년, 2003년, 2008년)[4]
- 퍼시픽 리그 회장 특별상(2000년)[5]
- IBM 플레이어오브더이어상: 1회(2000년)
- 호치 프로 스포츠 대상(야구 부문 센트럴 리그): 1회(2008년)
- 골든 스피릿상(2009년)

#### 국제 대회
- 2004년 아테네 올림픽 동메달

### 주요 기록

#### 첫 기록
- 첫 출장: 1997년 4월 8일, 대 후쿠오카 다이에 호크스 1차전(후쿠오카 돔), 9회초에 가네코 마코토의 대타로서 출장
- 첫 타석: 상동, 9회초에 기무라 게이지 앞에 범타
- 첫 선발 출장: 1997년 4월 10일, 대 후쿠오카 다이에 호크스 3차전(후쿠오카 돔), 7번·포수로서 선발 출장
- 첫 삼진: 1997년 5월 1일, 대 지바 롯데 마린스 4차전(지바 마린 스타디움), 6회초에 다케키요 고지로부터
- 첫 안타·첫 타점: 1997년 5월 10일, 대 세이부 라이온스 7차전(세이부 라이온스 구장), 7회초에 이시이 다케히로로부터 적시 2루타
- 첫 도루: 1997년 9월 21일, 대 후쿠오카 다이에 호크스 27차전(도쿄 돔), 4회말에 2루 안착(투수: 기무라 게이지, 포수: 조지마 겐지)
- 첫 홈런: 1998년 7월 7일, 대 긴테쓰 버펄로스 15차전(도쿄 돔), 7회말에 이데 다쓰야의 대타로서 출장, 모리타 고키로부터 우월 동점 2점 홈런

#### 기록 달성 경력
- 통산 100홈런: 2002년 5월 4일, 대 후쿠오카 다이에 호크스 7차전(도쿄 돔), 2회말에 브래디 라지오로부터 3점 홈런 ※역대 220번째.
- 통산 150홈런: 2003년 9월 14일, 대 세이부 라이온스 27차전(세이부 돔), 7회초에 쟝즈지아로부터 솔로 홈런 ※역대 127번째.
- 통산 1000안타: 2004년 7월 24일, 대 오릭스 블루웨이브 16차전(도쿄 돔), 5회말에 구대성으로부터 중전 안타 ※역대 223번째[6]
- 통산 1000경기 출장: 2005년 8월 24일, 대 세이부 라이온스 16차전(인보이스 세이부 돔), 3번·3루수로서 선발 출장 ※역대 408번째.
- 통산 200홈런: 상동, 8회초에 마쓰자카 다이스케로부터 솔로 홈런 ※역대 85번째.
- 통산 250홈런: 2007년 5월 27일, 대 오릭스 버펄로스 1차전(도쿄 돔), 6회말에 다나카 유키로부터 우월 솔로 홈런 ※역대 51번째.
- 통산 1500안타: 2007년 9월 15일, 대 히로시마 도요 카프 23차전(도쿄 돔), 6회말에 미야자키 미치토로부터 우익 선상 2루타 ※역대 93번째[7]
- 통산 300개의 2루타: 2008년 7월 29일, 대 히로시마 도요 카프 14차전(히로시마 시민 구장), 1회초에 벤 코즐로스키로부터 우중간 적시 2루타 ※역대 49번째.
- 통산 300홈런: 2008년 9월 19일, 대 한신 타이거스 20차전(도쿄 돔), 7회말에 제프 윌리엄스로부터 좌월 2점 홈런 ※역대 35번째.
- 통산 1500경기 출장: 2009년 6월 13일, 대 후쿠오카 소프트뱅크 호크스 3차전(후쿠오카 Yahoo! JAPAN 돔), 3번·3루수로서 선발 출장 ※역대 165번째.
- 통산 1000타점: 2009년 8월 27일, 대 주니치 드래건스 18차전(나고야 돔), 3회초에 요시미 가즈키로부터 우월 2점 홈런 ※역대 36번째.
- 통산 1000삼진: 2009년 9월 2일, 대 요코하마 베이스타스 20차전(후쿠이 현영 구장), 1회말에 미우라 다이스케로부터 ※역대 45번째.
- 통산 1000득점: 2009년 9월 10일, 대 요코하마 베이스타스 23차전(요코하마 스타디움), 3회초에 아베 신노스케의 3점 홈런으로 홈인 ※역대 36번째.
- 통산 350홈런: 2010년 5월 30일, 대 사이타마 세이부 라이온스 4차전(세이부 돔), 1회초에 기시 다카유키로부터 좌월 솔로 홈런 ※역대 24번째.
- 통산 350개의 2루타: 2010년 8월 7일, 대 히로시마 도요 카프 16차전(도쿄 돔), 5회말에 지안카를로 알바라도로부터 우월 2루타 ※역대 29번째.
- 통산 3500루타: 2010년 9월 21일, 대 요코하마 베이스타스 19차전(도쿄 돔), 4회말에 다나카 겐지로로부터 우월 솔로 홈런 ※역대 24번째.
- 통산 2000안타: 2011년 5월 5일, 대 한신 타이거스 6차전(도쿄 돔), 8회말에 고바야시 히로유키로부터 중전 안타 ※역대 38번째.

#### 기타
- 양대 리그에서의 MVP 획득: 에나쓰 유타카 이래 2번째
- 통산 타율 역대 4위(4000타수 이상): .3180
  - 일본인 통산 부문에서는 역대 3위(2008년 시즌 종료시)
- 통산 장타율 역대 5위(4000타수 이상): .5597
  - 현역 프로 선수 중에서는 역대 2위
- 4년 연속 3할 30홈런 퍼시픽 리그 기록 타이(2000년 ~ 2003년, 역대 7번째)
- 연속 타석 출루 일본 기록 타이: 14(2003년 8월 23일 ~ 8월 27일, 역대 3번째)
- 연속 경기 득점 일본 기록: 17(2001년 8월 5일 ~ 8월 27일)
- 연속 경기 출루 역대 4위: 60(2001년 6월 13일 ~ 9월 9일)
- 올스타전 출장: 11회(1999년 ~ 2007년, 2009년, 2010년)
- 사이클링 안타: 1회(2008년 9월 3일, 대 히로시마 도요 카프 19차전, 교세라 돔 오사카) ※역대 62번째(66번째)
- 승리 타점: 22타점(2009년) ※비공식 기록.
- 전 구단을 상대로 한 홈런 기록: 2010년 6월 4일, 대 홋카이도 닛폰햄 파이터스 3차전(도쿄 돔), 3회말에 가나모리 다카유키로부터 우월 솔로 홈런 ※역대 18번째.[8]

|    | 일시            | 상대팀·게임     | 구장                      | 이닝   | 상대 투수         | 통산 홈런수 |
| -- | --------------- | --------------- | ------------------------- | ------ | ----------------- | ----------- |
| 1  | 1998년 7월 7일  | 긴테쓰 15차전   | 도쿄 돔                   | 8회말  | 모리타 고키       | 1           |
| 2  | 1999년 4월 7일  | 세이부 2차전    | 도쿄 돔                   | 8회말  | 마쓰자카 다이스케 | 2           |
| 3  | 1999년 4월 28일 | 다이에 5차전    | 도쿄 돔                   | 3회말  | 와카타베 겐이치   | 4           |
| 4  | 1999년 4월 30일 | 오릭스 4차전    | 그린 스타디움 고베        | 8회초  | 가와고에 히데타카 | 5           |
| 5  | 1999년 5월 5일  | 지바 롯데 5차전 | 도쿄 돔                   | 1회말  | 야부타 야스히코   | 6           |
| 6  | 2005년 4월 5일  | 라쿠텐 1차전    | 후쿠시마 현영 아즈마 구장 | 10회초 | 고야마 신이치로   | 172         |
| 7  | 2005년 5월 15일 | 요코하마 3차전  | 삿포로 돔                 | 8회말  | 가와무라 다케오   | 184         |
| 8  | 2005년 5월 31일 | 요미우리 4차전  | 삿포로 돔                 | 1회말  | 우에하라 고지     | 185         |
| 9  | 2005년 6월 3일  | 주니치 4차전    | 나고야 돔                 | 9회초  | 오카모토 신야     | 186         |
| 10 | 2005년 6월 15일 | 히로시마 5차전  | 삿포로 돔                 | 3회말  | 오야마다 야스히로 | 187         |
| 11 | 2006년 5월 16일 | 한신 1차전      | 구라시키 머스켓 스타디움  | 4회초  | 크리스 옥스프링   | 212         |
| 12 | 2006년 6월 14일 | 야쿠르트 5차전  | 메이지 진구 야구장        | 3회초  | 마루야마 다카시   | 218         |
| 13 | 2010년 6월 4일  | 닛폰햄 3차전    | 도쿄 돔                   | 3회말  | 가나모리 다카유키 | 351         |

### 등번호
- 2(1997년 ~ 2013년)
  - 9(2009년 월드 베이스볼 클래식)
- 36(2014년 ~ 2015년)
- 82(2016년 ~ 2019년)
- 81(2020년 ~ 2021년)
- 72(2022년 ~ )

### 연도별 타격 성적
| 연 도      | 소 속      | 경 기 | 타 석 | 타 수 | 득 점 | 안 타 | 2 루 타 | 3 루 타 | 홈 런 | 루 타 | 타 점 | 도 루 | 도 루 자 | 희 생 번 | 희 생 플 | 볼 넷 | 고 4 | 사 구 | 삼 진 | 병 살 타 | 타 율 | 출 루 율 | 장 타 율 | O P S |
| ---------- | ---------- | ----- | ----- | ----- | ----- | ----- | ------- | ------- | ----- | ----- | ----- | ----- | -------- | -------- | -------- | ----- | ---- | ----- | ----- | -------- | ----- | -------- | -------- | ----- |
| 1997년     | 닛폰햄     | 44    | 98    | 94    | 7     | 21    | 10      | 2       | 0     | 35    | 7     | 1     | 0        | 0        | 1        | 3     | 0    | 0     | 10    | 2        | .223  | .245     | .372     | .617  |
| 1998년     | 닛폰햄     | 71    | 98    | 86    | 7     | 26    | 5       | 0       | 1     | 34    | 9     | 1     | 1        | 0        | 1        | 11    | 1    | 0     | 17    | 3        | .302  | .378     | .395     | .773  |
| 1999년     | 닛폰햄     | 135   | 608   | 547   | 90    | 156   | 34      | 4       | 25    | 273   | 83    | 3     | 4        | 0        | 4        | 56    | 1    | 0     | 84    | 6        | .285  | .349     | .499     | .848  |
| 2000년     | 닛폰햄     | 135   | 635   | 554   | 126   | 182   | 23      | 4       | 31    | 306   | 102   | 24    | 6        | 0        | 5        | 74    | 2    | 2     | 91    | 6        | .329  | .406     | .552     | .959  |
| 2001년     | 닛폰햄     | 140   | 643   | 576   | 108   | 195   | 40      | 2       | 32    | 335   | 86    | 1     | 6        | 0        | 0        | 63    | 7    | 4     | 102   | 8        | .339  | .407     | .582     | .989  |
| 2002년     | 닛폰햄     | 135   | 574   | 486   | 77    | 165   | 27      | 2       | 32    | 292   | 81    | 8     | 1        | 0        | 6        | 76    | 14   | 6     | 77    | 6        | .340  | .430     | .601     | 1.031 |
| 2003년     | 닛폰햄     | 128   | 546   | 445   | 83    | 160   | 34      | 1       | 31    | 289   | 100   | 8     | 3        | 0        | 3        | 93    | 12   | 5     | 65    | 13       | .360  | .473     | .649     | 1.122 |
| 2004년     | 닛폰햄     | 101   | 452   | 377   | 78    | 130   | 19      | 2       | 18    | 207   | 70    | 3     | 1        | 0        | 2        | 70    | 3    | 3     | 70    | 10       | .345  | .449     | .549     | .998  |
| 2005년     | 닛폰햄     | 133   | 580   | 514   | 91    | 145   | 27      | 2       | 37    | 287   | 92    | 2     | 1        | 0        | 1        | 61    | 3    | 4     | 114   | 8        | .282  | .362     | .558     | .920  |
| 2006년     | 닛폰햄     | 135   | 579   | 496   | 77    | 155   | 31      | 1       | 32    | 284   | 100   | 4     | 3        | 0        | 8        | 73    | 5    | 2     | 85    | 8        | .313  | .397     | .573     | .970  |
| 2007년     | 요미우리   | 142   | 617   | 566   | 95    | 177   | 33      | 1       | 31    | 305   | 88    | 4     | 0        | 0        | 4        | 43    | 5    | 4     | 98    | 10       | .313  | .363     | .539     | .902  |
| 2008년     | 요미우리   | 144   | 589   | 520   | 93    | 161   | 27      | 1       | 36    | 298   | 96    | 0     | 2        | 1        | 5        | 56    | 8    | 7     | 105   | 14       | .310  | .381     | .573     | .954  |
| 2009년     | 요미우리   | 139   | 580   | 514   | 78    | 159   | 25      | 1       | 31    | 279   | 107   | 2     | 1        | 0        | 2        | 60    | 2    | 4     | 107   | 8        | .309  | .384     | .543     | .927  |
| 2010년     | 요미우리   | 137   | 591   | 510   | 83    | 157   | 24      | 1       | 34    | 285   | 90    | 1     | 0        | 0        | 5        | 73    | 2    | 3     | 101   | 9        | .308  | .394     | .559     | .953  |
| 2011년     | 요미우리   | 83    | 314   | 281   | 21    | 68    | 12      | 0       | 5     | 95    | 20    | 1     | 3        | 0        | 2        | 27    | 1    | 4     | 66    | 4        | .242  | .315     | .338     | .653  |
| 2012년     | 요미우리   | 34    | 99    | 92    | 4     | 14    | 3       | 0       | 0     | 17    | 4     | 0     | 0        | 1        | 1        | 5     | 0    | 0     | 22    | 1        | .152  | .194     | .185     | .379  |
| 2013년     | 요미우리   | 22    | 40    | 36    | 2     | 9     | 2       | 0       | 1     | 14    | 8     | 0     | 1        | 0        | 1        | 2     | 0    | 1     | 7     | 2        | .250  | .300     | .389     | .689  |
| 2014년     | 주니치     | 81    | 99    | 83    | 4     | 25    | 6       | 0       | 1     | 34    | 18    | 0     | 0        | 0        | 1        | 14    | 1    | 1     | 16    | 1        | .301  | .404     | .410     | .814  |
| 2015년     | 주니치     | 53    | 59    | 51    | 2     | 15    | 3       | 0       | 0     | 18    | 8     | 0     | 0        | 0        | 1        | 7     | 1    | 0     | 10    | 1        | .294  | .373     | .353     | .726  |
| 통산: 19년 | 통산: 19년 | 1992  | 7801  | 6828  | 1126  | 2120  | 385     | 24      | 378   | 3687  | 1169  | 63    | 33       | 2        | 53       | 867   | 68   | 50    | 1247  | 120      | .310  | .389     | .540     | .932  |

- 2015년 기준, 굵은 글씨는 시즌 최고 성적.

### 연도별 수비 성적
| 연도 | 포수 | 포수 | 포수 | 포수 | 포수 | 포수     | 포수   | 포수      | 포수      | 포수   | 포수   | 1루  | 1루  | 1루  | 1루  | 1루  | 1루    | 3루  | 3루  | 3루  | 3루  | 3루  | 3루    | 외야 | 외야 | 외야 | 외야 | 외야 | 외야   |
| 연도 | 경기 | 척살 | 보살 | 실책 | 병살 | 패스트볼 | 수비율 | 도루 시도 | 도루 허용 | 도루자 | 저지율 | 경기 | 척살 | 보살 | 실책 | 병살 | 수비율 | 경기 | 척살 | 보살 | 실책 | 병살 | 수비율 | 경기 | 척살 | 보살 | 실책 | 병살 | 수비율 |
| ---- | ---- | ---- | ---- | ---- | ---- | -------- | ------ | --------- | --------- | ------ | ------ | ---- | ---- | ---- | ---- | ---- | ------ | ---- | ---- | ---- | ---- | ---- | ------ | ---- | ---- | ---- | ---- | ---- | ------ |
| 1997 | 38   | 128  | 13   | 2    | 0    | 2        | 1.000  | 37        | 30        | 7      | .189   | -    | -    | -    | -    | -    | -      | -    | -    | -    | -    | -    | -      | -    | -    | -    | -    | -    | -      |
| 1998 | 20   | 27   | 2    | 1    | 1    | 2        | .967   | 8         | 7         | 1      | .125   | 3    | 2    | 0    | 0    | 0    | 1.000  | -    | -    | -    | -    | -    | -      | 1    | 0    | 0    | 1    | 0    | .000   |
| 1999 | 1    | 1    | 0    | 0    | 0    | 0        | 1.000  | 0         | 0         | 0      | ----   | 135  | 1222 | 80   | 9    | 106  | .993   | -    | -    | -    | -    | -    | -      | -    | -    | -    | -    | -    | -      |
| 2000 | -    | -    | -    | -    | -    | -        | -      | -         | -         | -      | -      | 135  | 1157 | 67   | 5    | 115  | .996   | -    | -    | -    | -    | -    | -      | -    | -    | -    | -    | -    | -      |
| 2001 | -    | -    | -    | -    | -    | -        | -      | -         | -         | -      | -      | 140  | 1281 | 70   | 4    | 116  | .997   | -    | -    | -    | -    | -    | -      | -    | -    | -    | -    | -    | -      |
| 2002 | -    | -    | -    | -    | -    | -        | -      | -         | -         | -      | -      | 135  | 1192 | 76   | 6    | 92   | .995   | -    | -    | -    | -    | -    | -      | -    | -    | -    | -    | -    | -      |
| 2003 | -    | -    | -    | -    | -    | -        | -      | -         | -         | -      | -      | -    | -    | -    | -    | -    | -      | 115  | 89   | 203  | 14   | 28   | .954   | -    | -    | -    | -    | -    | -      |
| 2004 | -    | -    | -    | -    | -    | -        | -      | -         | -         | -      | -      | 5    | 40   | 2    | 0    | 2    | 1.000  | 93   | 70   | 158  | 15   | 8    | .938   | -    | -    | -    | -    | -    | -      |
| 2005 | -    | -    | -    | -    | -    | -        | -      | -         | -         | -      | -      | -    | -    | -    | -    | -    | -      | 133  | 100  | 235  | 12   | 28   | .965   | -    | -    | -    | -    | -    | -      |
| 2006 | -    | -    | -    | -    | -    | -        | -      | -         | -         | -      | -      | 120  | 917  | 61   | 4    | 95   | .996   | 39   | 16   | 56   | 4    | 6    | .947   | -    | -    | -    | -    | -    | -      |
| 2007 | -    | -    | -    | -    | -    | -        | -      | -         | -         | -      | -      | 7    | 33   | 1    | 0    | 3    | 1.000  | 139  | 90   | 250  | 11   | 15   | .969   | -    | -    | -    | -    | -    | -      |
| 2008 | -    | -    | -    | -    | -    | -        | -      | -         | -         | -      | -      | 100  | 807  | 54   | 6    | 53   | .993   | 41   | 27   | 53   | 3    | 5    | .964   | -    | -    | -    | -    | -    | -      |
| 2009 | -    | -    | -    | -    | -    | -        | -      | -         | -         | -      | -      | 50   | 216  | 7    | 0    | 19   | 1.000  | 123  | 65   | 163  | 10   | 13   | .958   | -    | -    | -    | -    | -    | -      |
| 2010 | -    | -    | -    | -    | -    | -        | -      | -         | -         | -      | -      | 49   | 310  | 21   | 2    | 28   | .994   | 102  | 71   | 171  | 15   | 19   | .942   | -    | -    | -    | -    | -    | -      |
| 2011 | -    | -    | -    | -    | -    | -        | -      | -         | -         | -      | -      | 79   | 679  | 36   | 1    | 55   | .999   | 9    | 5    | 9    | 0    | 0    | 1.000  | -    | -    | -    | -    | -    | -      |
| 2012 | -    | -    | -    | -    | -    | -        | -      | -         | -         | -      | -      | 27   | 202  | 16   | 0    | 14   | 1.000  | -    | -    | -    | -    | -    | -      | -    | -    | -    | -    | -    | -      |
| 2013 | -    | -    | -    | -    | -    | -        | -      | -         | -         | -      | -      | 7    | 22   | 1    | 0    | 2    | 1.000  | -    | -    | -    | -    | -    | -      | -    | -    | -    | -    | -    | -      |
| 2014 | -    | -    | -    | -    | -    | -        | -      | -         | -         | -      | -      | 5    | 23   | 3    | 0    | 3    | 1.000  | -    | -    | -    | -    | -    | -      | -    | -    | -    | -    | -    | -      |
| 통산 | 59   | 156  | 15   | 3    | 1    | 4        | .994   | 45        | 37        | 8      | .178   | 997  | 8103 | 495  | 37   | 703  | .996   | 753  | 506  | 1245 | 80   | 117  | .956   | 1    | 0    | 0    | 1    | 0    | .000   |

- 2014년 기준.

## 연봉 변화(2011년 시즌 기준)
연도: 연봉(엔) (변동+/-)
- 1997년: 12,000,000
- 1998년: 14,000,000 (+2,000,000)
- 1999년: 20,000,000 (+6,000,000)
- 2000년: 50,000,000 (+30,000,000)
- 2001년: 110,000,000 (+60,000,000)
- 2002년: 180,000,000 (+70,000,000)
- 2003년: 300,000,000 (+120,000,000)
- 2004년: 400,000,000 (+100,000,000)
- 2005년: 400,000,000 (±0)
- 2006년: 380,000,000 (-20,000,000)
- 2007년: 400,000,000 (+20,000,000)
- 2008년: 380,000,000 (-20,000,000)
- 2009년: 380,000,000 (±0)
- 2010년: 380,000,000 (±0)
- 2011년: 430,000,000 (+50,000,000) ※FA 2년 계약.